# Южный военный округ (Израиль)
Южный военный округ (ивр. פיקוד הדרום‎) — территориальный командный центр Армии обороны Израиля, ответственный за территориальную оборону южной части Израиля (включая пустыню Негев, долину Арава и район города Эйлат) и южной сухопутной границы Израиля с Египтом, Иорданией и сектором Газа.

## История
Много лет Южный военный округ защищал Негев и обеспечивал безопасность границы на Синайском полуострове с Египтом. Южный военный округ участвовал пяти войнах против Египта (Арабо-израильская война 1947—1949 годов, Суэцкий кризис, Шестидневная война, Война на истощение, и Война Судного дня).
В течение Интифады Аль-Акса, Южный военный округ участвовал в антитеррористических операциях. Сектор Газа, одно из наиболее плотно населенных мест в мире, известен как цитадель экстремистских групп, ХАМАСа и Исламского Джихада, которые участвовали в террористических актах. В 2004 году, борьба в секторе Газа стала особенно интенсивной. Наблюдается некоторое затишье после вывода войск и эвакуации еврейских поселений из сектора Газа в августе 2005 года.

## Структура округа
Округ возглавляет Командующий округом (ивр. מפקד הפיקוד‎ мефаке́д ха-пику́д) в звании генерал-майора, и его штаб управляется главой штаба округа (ивр. רמ"ט‎ рама́т) в звании бригадного генерала. В состав штаба входят:
- Начальник оперативного отдела округа (ивр. קצין אג"ם‎ кцин ага́м);
- Начальник разведывательного отдела округа (ивр. קמ"ן‎ кама́н);
- Начальник отдела личного состава округа (ивр. קשל"פ‎ кашла́п);
- Начальник отдела тылового обеспечения округа (ивр. קל"פ‎ кала́п);
- Начальник отдела боевой техники округа (ивр. מחש"פ‎ махша́п);
- Начальник отдела связи и электроники округа (ивр. מקשא"פ‎ макша́п);
- Начальник военно-инженерного отдела округа (ивр. מהנ"פ‎ маhана́п);
- Начальник артиллерийского отдела округа (ивр. מת"פ‎ мата́п);
- Начальник медицинского отдела округа (ивр. מר"פ‎ мара́п);
- Начальник военной полиции округа (ивр. ממצ"פ‎ мамца́п) (подчинён Командованию Военной полиции);
- Юридический советник округа (ивр. יועמ"ש‎ йоама́ш) (подчинён Департаменту международного права Военной прокуратуры).

### Части поддержки и обслуживания округа

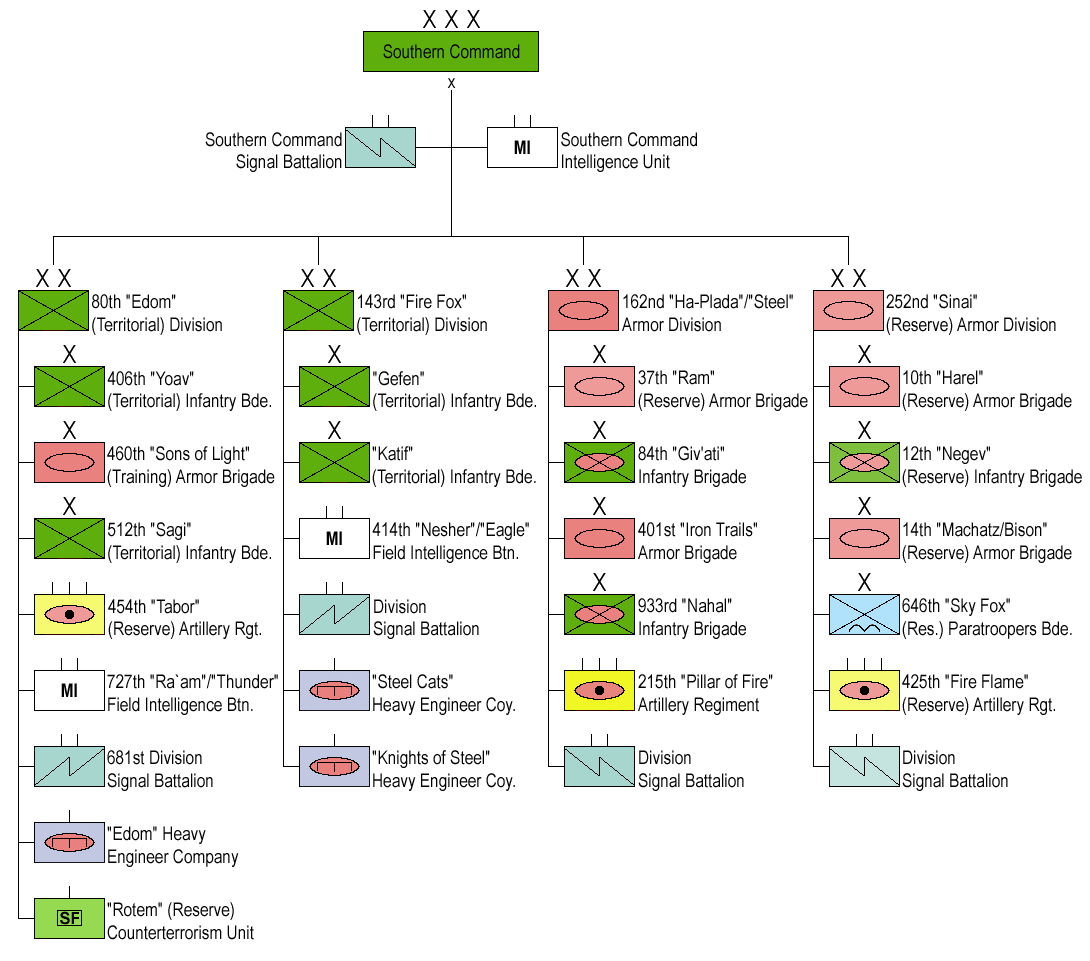
Состав округа на 2017 год.

В прямом подчинении штабу Командования округа находятся:
- Тренировочная база округа;
- 5005-я территориальная часть тылового обеспечения (ивр. אגד לוגיסטי מרחבי‎, сокращённо אלמ"ר альма́р);
- 5006-я территориальная часть тылового обеспечения;
- 653-я территориальная часть боевой техники (ивр. יחידת חימוש מרחבית‎, сокращённо יחש"ם яхша́м);
- Военно-инженерная часть округа (командиром части является начальник военно-инженерного отдела округа);
- Артиллерийская часть округа (командиром части является начальник артиллерийского отдела округа);
- 543-я медчасть округа (командиром части является начальник медицинского отдела округа);
- 379-я база телекоммуникационного оборудования;
- 373-й батальон связи окружного подчинения;
- Строительная часть округа.

### Боевые соединения
В состав Южного военного округа входят четыре дивизии, бригада окружного подчинения и дополнительные боевые подразделения:
- 80-я территориальная дивизия «Эдом»;
- 143-я территориальная дивизия «Шуалей ха-Даром» (ранее — 643-я) («дивизия сектора Газа»);
- 162-я бронетанковая дивизия «Ха-Плада»;
- 252-я бронетанковая дивизия «Синай» (резервная);
- 414-й батальон тактической разведки окружного подчинения «Нешер»;
- Подразделение следопытов окружного подчинения.

## Командующие округом
| Имя                    | Период      | Комментарий                                                                                          |
| Игаль Алон             | 1948 — 1949 | |
| Ицхак Рабин            | 1949        | Исполняющий обязанности Командующего, в дальнейшем 7-й Начальник Генштаба                            |
| Моше Даян              | 1949 — 1951 | В дальнейшем 4-й Начальник Генштаба                                                                  |
| Моше Цадок             | 1951 — 1954 | |
| Яаков Пери             | 1954        | Исполняющий обязанности Командующего                                                                 |
| Цви Гилат              | 1955        | |
| Меир Амит              | 1955 — 1956 | В дальнейшем глава «Моссада»                                                                         |
| Асаф Симхони           | 1956        | Исполняющий обязанности Командующего в ходе Суэцкого кризиса, погиб во время исполнения должности    |
| Хаим Ласков            | 1956 — 1958 | В дальнейшем 5-й Начальник Генштаба, Командующий в ходе Суэцкого кризиса                             |
| Хаим Герцог            | 1958        | В дальнейшем Президент Израиля                                                                       |
| Авраам Йоффе           | 1958 — 1962 | |
| Цви Замир              | 1962 — 1964 | В дальнейшем глава «Моссада»                                                                         |
| Йешайяху Гавиш         | 1965 — 1969 | Командующий в ходе Шестидневной войны                                                                |
| Ариэль Шарон           | 1969 — 1973 | В дальнейшем премьер-министр Израиля                                                                 |
| Шмуэль Гонен (Городиш) | 1973        | Командующий в ходе Войны Судного дня                                                                 |
| Хаим Бар-Лев           | 1973        | В прошлом 8-й Начальник Генштаба, призванный в ходе Войны Судного дня для командования Южным фронтом |
| Исраэль Таль           | 1973 — 1974 | |
| Авраам Адан            | 1974        | |
| Йекутиэль Адам         | 1974 — 1976 | |
| Герцель Шафир          | 1976 — 1978 | В дальнейшем Генеральный инспектор Полиции Израиля                                                   |
| Дан Шомрон             | 1978 — 1982 | В дальнейшем 13-й Начальник Генштаба                                                                 |
| Хаим Эрез              | 1982 — 1983 | |
| Моше Бар-Кохба (Бриль) | 1983 — 1986 | |
| Ури Саги               | 1986        | |
| Ицхак Мордехай         | 1986 — 1989 | |
| Матан Вильнаи          | 1989 — 1994 | |
| Шауль Мофаз            | 1994 — 1996 | В дальнейшем 16-й Начальник Генштаба                                                                 |
| Шломо Янай             | 1996 — 1997 | |
| Йом-Тов Самья          | 1997 — 2000 | |
| Дорон Альмог           | 2000 — 2003 | |
| Дан Харель             | 2003 — 2005 | |
| Йоав Галант            | 2005 — 2010 | Командующий в ходе операции «Литой свинец»                                                           |
| Таль Руссо             | 2010 — 2013 | |
| Сами Турджеман         | 2013 — 2015 | |
| Эяль Замир             | 2015 — 2018 | В дальнейшем 24-й Начальник Генштаба                                                                 |
| Херци Ха-Леви          | 2018 — 2021 | В дальнейшем 23-й Начальник Генштаба                                                                 |
| Элиэзер Толедано       | 2021 — 2023 | |
| Ярон Финкельман        | 2023 — 2025 | |
| Янив Асор              | с 2025      | |